# Boqueho
Boqueho é uma comuna francesa na região administrativa da Bretanha, no departamento Côtes-d'Armor. Estende-se por uma área de 27,28 km². Em 2010 a comuna tinha 1 097 habitantes (densidade: 40,2 hab./km²).